# Bourgneuf (Savoia)
Bourgneuf és un municipi francès situat al departament de la Savoia i a la regió d'Alvèrnia-Roine-Alps. L'any 2007 tenia 598 habitants.

## Demografia

### Població
El 2007 la població de fet de Bourgneuf era de 598 persones. Hi havia 219 famílies de les quals 46 eren unipersonals (27 homes vivint sols i 19 dones vivint soles), 50 parelles sense fills, 108 parelles amb fills i 15 famílies monoparentals amb fills.
La població ha evolucionat segons el següent gràfic:
Habitants censats

### Habitatges
El 2007 hi havia 239 habitatges, 222 eren l'habitatge principal de la família, 7 eren segones residències i 10 estaven desocupats. 220 eren cases i 18 eren apartaments. Dels 222 habitatges principals, 175 estaven ocupats pels seus propietaris, 45 estaven llogats i ocupats pels llogaters i 2 estaven cedits a títol gratuït; 2 tenien una cambra, 7 en tenien dues, 30 en tenien tres, 60 en tenien quatre i 124 en tenien cinc o més. 189 habitatges disposaven pel capbaix d'una plaça de pàrquing. A 87 habitatges hi havia un automòbil i a 124 n'hi havia dos o més.

### Piràmide de població
La piràmide de població per edats i sexe el 2009 era:
| Homes | Edats   | Dones |
| ----- | ------- | ----- |
| 0     | 95 o +  | 0     |
| 0     | 90 a 94 | 4     |
| 4     | 85 a 89 | 8     |
| 0     | 80 a 84 | 0     |
| 4     | 75 a 79 | 8     |
| 8     | 70 a 74 | 4     |
| 4     | 65 a 69 | 12    |
| 20    | 60 a 64 | 12    |
| 8     | 55 a 59 | 12    |
| 8     | 50 a 54 | 12    |
| 16    | 45 a 49 | 16    |
| 8     | 40 a 44 | 8     |
| 32    | 35 a 39 | 28    |
| 8     | 30 a 34 | 16    |
| 4     | 25 a 29 | 8     |
| 4     | 20 a 24 | 12    |
| 0     | 15 a 19 | 8     |
| 16    | 10 a 14 | 20    |
| 12    | 5 a 9   | 12    |
| 16    | 0 a 4   | 16    |

## Economia
El 2007 la població en edat de treballar era de 373 persones, 298 eren actives i 75 eren inactives. De les 298 persones actives 288 estaven ocupades (154 homes i 134 dones) i 11 estaven aturades (6 homes i 5 dones). De les 75 persones inactives 26 estaven jubilades, 23 estaven estudiant i 26 estaven classificades com a «altres inactius».

### Ingressos
El 2009 a Bourgneuf hi havia 235 unitats fiscals que integraven 650,5 persones, la mediana anual d'ingressos fiscals per persona era de 17.839 €.

### Activitats econòmiques
Dels 23 establiments que hi havia el 2007, 1 era d'una empresa alimentària, 1 d'una empresa de fabricació d'altres productes industrials, 3 d'empreses de construcció, 6 d'empreses de comerç i reparació d'automòbils, 4 d'empreses de transport, 3 d'empreses d'hostatgeria i restauració, 2 d'empreses financeres i 3 d'empreses de serveis.
Dels 9 establiments de servei als particulars que hi havia el 2009, 2 eren tallers de reparació d'automòbils i de material agrícola, 1 lampisteria, 2 electricistes i 4 restaurants.
L'únic establiment comercial que hi havia el 2009 era una fleca.
L'any 2000 a Bourgneuf hi havia 21 explotacions agrícoles que ocupaven un total de 258 hectàrees.

## Poblacions més properes
El següent diagrama mostra les poblacions més properes.